# Manuel María Ponce

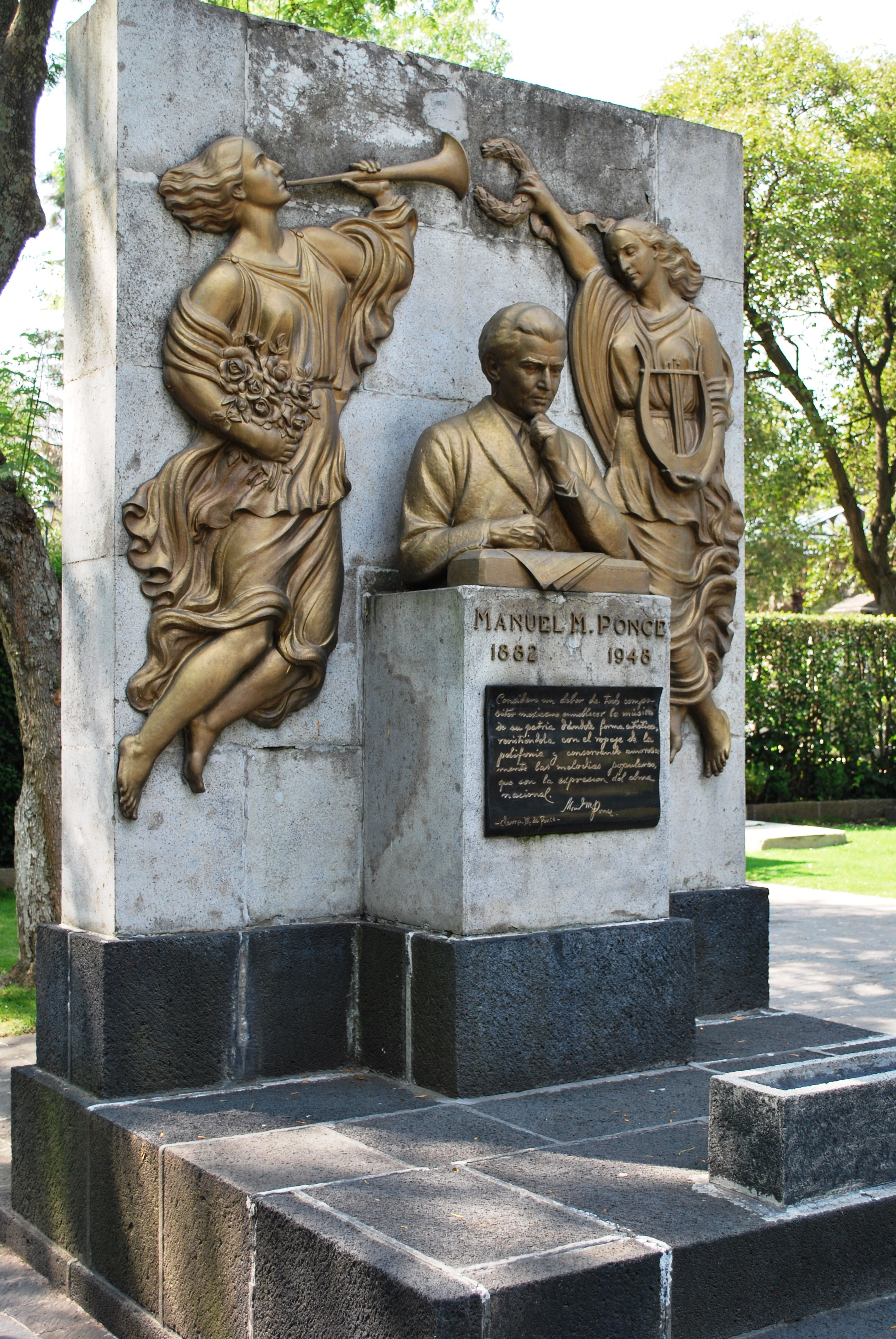
Grabmal von Manuel María Ponce in Mexiko-Stadt

Manuel María Ponce Cuéllar (* 8. Dezember 1882 in Fresnillo, Zacatecas; † 24. April 1948 in Mexiko-Stadt) war ein bedeutender mexikanischer Komponist.

## Leben und Leistungen
Manuel M. Ponce wuchs in Aguascalientes auf; das Haus, in dem er mit seiner Familie lebte, beherbergt heute das Centro de Estudios Musicales Manuel M. Ponce. Er galt als musikalisches Wunderkind, komponierte bereits als Achtjähriger ein Stück mit dem Titel La Marcha del Sarampión und wirkte als Organist in seinem Heimatort. Als er 1901 seine Studien am Conservatorio Nacional aufnahm, hatte er bereits einen guten Ruf als Pianist und Komponist.
1904 ging er nach Italien, um an der Musikschule von Bologna zu studieren, zwischen 1906 und 1908 studierte er am Stern’schen Konservatorium Berlin. Nach seiner Rückkehr nach Mexiko unterrichtete er bis 1922 am Conservatorio Nacional, unterbrochen von einem Aufenthalt in Havanna von 1915 bis 1917. 1925 ging er nach Paris, wo er bis 1933 Schüler von Paul Dukas war.
Ponce war ab 1923 befreundet mit dem Gitarristen Andrés Segovia, und so nehmen Kompositionen für Gitarre großen Raum in seinem Werk ein, darunter in den späten 1920er Jahren entstandene 24 Préludes in allen Dur- und Moll-Tonarten. Daneben komponierte er Orchesterstücke, kammermusikalische Werke und Klaviermusik und gilt als einer der bedeutendsten Liedkomponisten Mexikos; Ruhm erlangte Estrellita (1912).

## Werke (Auswahl)
- Estrellita (1912)
- Concierto para piano (1912)
- Balada Mexicana für Klavier und Orchester (1914)
- Sonata mexicana für Gitarre (1925)
- Thème varié et Finale für Gitarre, gewidmet Andrés Segovia (1926)
- Sonata III
- Tres canciones populares mexicanas (1928)
- Preludio
- Sonata clásica (Hommage à Fernando Sor) für Gitarre (1928)
- Chapultepec (1929)
- Sonata romántica (Hommage à Franz Schubert) für Gitarre (1929)
- Préludes (Nr. 1–12)
- Variations and Fugue on „La Folia“ (1929)
- Homenaje a Tárrega (1932)
- Poema elegiaco für Kammerorchester (1935)
- Sonatina meridional (Sätze: Campo – Copla – Fiesta), gewidmet Andrés Segovia (1939)
- Valse
- Concierto del Sur für Gitarre (1941)
- Concierto para violín (1943)
- Variaciones y Fughetta sobre un Tema de Cabezón (1948)
- Estampas Nocturnas
- Estudio (für Gitarre)
- Estudio de concierto für Klavier
- Ferial, Divertimiento sinfónico für Orchester
- Instantaneas Mexicanas